# Xuân Thành, Đồng Nai
Xuân Thành là một xã thuộc tỉnh Đồng Nai, Việt Nam.
Xã có diện tích 68,75 km², dân số năm 1999 là 8595 người, mật độ dân số đạt 125 người/km².

## Hành chính
Xã Xuân Thành được chia thành 5 ấp: Tân Hòa, Tân Hợp, Tân Hưng, Tân Hữu, Trảng Táo.